# Хрватско народно позориште у Мостару
Хрватско народно позориште у Мостару (хрватски: Хрватско народно казалиште у Мостару) основано је 22. септембра 1994. године. То је прво професионално позориште хрватског народа у Босни и Херцеговини. У јануару, 1996. године положен је камен темељац за нову зграду Хрватског народног позоришта у Мостару.

## Историја
Зграда Хрватског народног позоришта у Мостару почела се градити на мјесту на коме је била смјештена робна кућа ХИТ (Херцеговачка интегрирана трговина). Прва фаза изградње нове зграде позоришта у Мостару завршила се 2002. године, изградњом позориште Мале сцене. Поред сцене и сценске опреме, изграђени су и остали пратећи садржаји као што су гардеробе глумаца,оставе, режија, улазни хол, управа позоришта итд.
Мала сцена је смјештана у подрумском дијелу ХНК Мостар, што је уједно и мјесто Хрватског луткарског позоришта.

## Садашњост
Данас, Хрватско народно позориште у Мостару има 25 запослених радника. Ради у ново изграђеним просторијама Мале позоришне сцене. Финансира се из прорачуна Херцеговачко - неретванског кантона са 50%, док остатак позориште мора само осигурати преко донатора, спонзора и слично. Управник позоришта од 3. септембра 2014. године је Иван Вукоја. 